# Gédéon Kalulu
Gédéon Kalulu, né le 29 août 1997 à Lyon en France, est un footballeur international congolais qui évolue au poste de défenseur droit à l'Aris Limassol. Il possède également la nationalité française.

## Biographie

### En club
Le 19 avril 2017, il signe son premier contrat professionnel avec l'Olympique lyonnais d'une durée de trois ans. Il n'apparaît jamais dans le groupe professionnel et doit se contenter d'évoluer avec l'équipe réserve.
Le 29 août 2018, il est prêté un an à Bourg-en-Bresse 01 en National 1. Il fait ses débuts deux jours plus tard face au SO Cholet (0-0). Il marque son unique but lors du match retour, le 8 février 2019, offrant la victoire 2-1 à son équipe.
En août 2019, il s'engage en faveur de l'AC Ajaccio, club évoluant en Ligue 2. Il fait sa première apparition pour le club corse le 13 août contre le Valenciennes FC en Coupe de la Ligue (victoire 4-1). Trois jours plus tard, il dispute son premier match en Ligue 2 lors d'une victoire 1-0 contre La Berrichonne de Châteauroux. Il inscrit son premier but lors de la 16ème journée face au FC Chambly (victoire 2-0). Pour sa première saison professionnelle, il est membre de l'équipe type de Ligue 2.
Le 3 juin 2022, alors qu’il est en fin de contrat avec l'AC Ajaccio, il choisit de ne pas prolonger malgré la montée en Ligue 1 pour s’engager jusqu’en 2026 avec le FC Lorient.
En août 2025, alors qu'il lui reste un an de contrat, il s'engage avec le club chypriote de l'Aris Limassol pour les trois prochaine saisons.

### En équipe nationale
Il manifeste pour la première fois son envie de représenter la RD Congo en 2019 au cours d'une interview avec le média Leopardsfoot. Il reçoit sa première sélection en équipe de la RD Congo le 13 octobre 2020, en amical contre le Maroc (1-1). Il rentre en jeu à la place de Jordan Botaka durant les arrêts de jeu.
Le 27 décembre 2023, il est retenu dans la liste des vingt-quatre joueurs congolais sélectionnés par Sébastien Desabre pour disputer la Coupe d'Afrique des nations 2023.

## Vie privée
Son père est originaire de Kalemie et sa mère de Likasi. Il est le frère de Pierre Kalulu et d’Aldo Kalulu également footballeurs professionnels.
Son frère cadet Joseph (né en 2004) a également été formé à l’Olympique lyonnais jusqu’à la catégorie des moins de 17 ans.

## Statistiques

### Statistiques détaillées
| Saison                | Club                      | Championnat           | Championnat | Championnat | Championnat | Coupe nationale | Coupe nationale | Coupe nationale | Coupe de la Ligue | Coupe de la Ligue | Coupe de la Ligue | Compétition(s) continentale(s) | Compétition(s) continentale(s) | Compétition(s) continentale(s) | Compétition(s) continentale(s) | Total | Total | Total |
| Saison                | Club                      | Division              | M.          | B.          | P.d.        | M.              | B.              | P.d.            | M.                | B.                | P.d.              | Comp.                          | M.                             | B.                             | P.d.                           | M.    | B.    | P.d.  |
| 2018-2019             | Olympique lyonnais        | Ligue 1               | -           | -           | -           | -               | -               | -               | -                 | -                 | -                 | C1                             | -                              | -                              | -                              | 0     | 0     | 0     |
| 2018-2019             | Bourg-en-Bresse 01 (prêt) | National              | 19          | 1           | 1           | 2               | 0               | 0               | -                 | -                 | -                 | -                              | -                              | -                              | -                              | 21    | 1     | 1     |
| 2019-2020             | AC Ajaccio                | Ligue 2               | 19          | 1           | 1           | -               | -               | -               | 1                 | 0                 | 0                 | -                              | -                              | -                              | -                              | 20    | 1     | 1     |
| 2020-2021             | AC Ajaccio                | Ligue 2               | 34          | 0           | 0           | 2               | 0               | 0               | -                 | -                 | -                 | -                              | -                              | -                              | -                              | 36    | 0     | 0     |
| 2021-2022             | AC Ajaccio                | Ligue 2               | 32          | 0           | 0           | 1               | 0               | 0               | -                 | -                 | -                 | -                              | -                              | -                              | -                              | 33    | 0     | 0     |
| Sous-total            | Sous-total                | Sous-total            | 85          | 1           | 1           | 3               | 0               | 0               | 1                 | 0                 | 0                 | -                              | -                              | -                              | -                              | 89    | 1     | 1     |
| 2022-2023             | FC Lorient                | Ligue 1               | 29          | 0           | 4           | 1               | 0               | 0               | -                 | -                 | -                 | -                              | -                              | -                              | -                              | 30    | 0     | 4     |
| 2023-2024             | FC Lorient                | Ligue 1               | 19          | 0           | 1           | -               | -               | -               | -                 | -                 | -                 | -                              | -                              | -                              | -                              | 19    | 0     | 1     |
| 2024-2025             | FC Lorient                | Ligue 2               | 20          | 0           | 0           | 2               | 0               | 0               | -                 | -                 | -                 | -                              | -                              | -                              | -                              | 22    | 0     | 0     |
| Sous-total            | Sous-total                | Sous-total            | 68          | 0           | 5           | 3               | 0               | 0               | -                 | -                 | -                 | -                              | -                              | -                              | -                              | 71    | 0     | 5     |
| 2025-2026             | Aris Limassol             | First Division        | -           | -           | -           | -               | -               | -               | -                 | -                 | -                 | C4                             | -                              | -                              | -                              | 0     | 0     | 0     |
| Total sur la carrière | Total sur la carrière     | Total sur la carrière | 172         | 2           | 7           | 8               | 0               | 0               | 1                 | 0                 | 0                 | -                              | -                              | -                              | -                              | 181   | 2     | 7     |

### En sélection nationale
| Saison                | Sélection             | Phases finales        | Phases finales | Phases finales | Phases finales | Éliminatoires | Éliminatoires | Éliminatoires | Matchs amicaux | Matchs amicaux | Matchs amicaux | Total | Total | Total |
| Saison                | Sélection             | Compétition           | M              | B              | Pd             | M             | B             | Pd            | M              | B              | Pd             | M     | B     | Pd    |
| --------------------- | --------------------- | --------------------- | -------------- | -------------- | -------------- | ------------- | ------------- | ------------- | -------------- | -------------- | -------------- | ----- | ----- | ----- |
| 2020-2021             | RD Congo              | -                     | -              | -              | -              | -             | -             | -             | 2              | 0              | 0              | 2     | 0     | 0     |
| 2022-2023             | RD Congo              | -                     | -              | -              | -              | -             | -             | -             | 1              | 0              | 0              | 1     | 0     | 0     |
| 2023-2024             | RD Congo              | CAN 2023              | 6              | 0              | 0              | 4             | 0             | 0             | 4              | 0              | 0              | 14    | 0     | 0     |
| 2024-2025             | RD Congo              | -                     | -              | -              | -              | 4             | 0             | 0             | 2              | 0              | 1              | 6     | 0     | 1     |
| Total sur la carrière | Total sur la carrière | Total sur la carrière | 6              | 0              | 0              | 8             | 0             | 0             | 9              | 0              | 1              | 23    | 0     | 1     |

### Liste des matchs internationaux
| Matchs internationaux de Gédéon Kalulu | Matchs internationaux de Gédéon Kalulu | Matchs internationaux de Gédéon Kalulu                        | Matchs internationaux de Gédéon Kalulu | Matchs internationaux de Gédéon Kalulu | Matchs internationaux de Gédéon Kalulu  | Matchs internationaux de Gédéon Kalulu                         |
|                                        | Date                                   | Lieu                                                          | Adversaire                             | Résultats                              | Compétitions                            | Notes                                                          |
| -------------------------------------- | -------------------------------------- | ------------------------------------------------------------- | -------------------------------------- | -------------------------------------- | --------------------------------------- | -------------------------------------------------------------- |
| 1.                                     | 13 octobre 2020                        | Complexe sportif Moulay-Abdallah, Rabat, Maroc                | Maroc                                  | 1 - 1                                  | Match amical                            | Rentre en jeu à la 90e minute à la place de Jordan Botaka.     |
| 2.                                     | 11 juin 2021                           | Stade olympique de Radès, Radès, Tunisie                      | Mali                                   | 1 - 1                                  | Match amical                            | Titulaire et remplacé par Mukoko Amale à la 65e minute de jeu. |
| 3.                                     | 23 septembre 2022                      | Stade Père-Jégo, Casablanca, Maroc                            | Burkina Faso                           | 1 - 0                                  | Match amical                            | Titulaire.                                                     |
| 4.                                     | 9 septembre 2023                       | Stade des Martyrs, Kinshasa, République démocratique du Congo | Soudan                                 | 2 - 0                                  | Éliminatoires de la CAN 2023            | Titulaire.                                                     |
| 5.                                     | 13 octobre 2023                        | Stade Enrique-Roca de Murcie, Murcie, Espagne                 | Nouvelle-Zélande                       | 1 - 1                                  | Match amical                            | Titulaire.                                                     |
| 6.                                     | 17 octobre 2023                        | Estádio do Bonfim, Setúbal, Portugal                          | Angola                                 | 0 - 0                                  | Match amical                            | Titulaire.                                                     |
| 7.                                     | 15 novembre 2023                       | Stade des Martyrs, Kinshasa, République démocratique du Congo | Mauritanie                             | 2 - 0                                  | Éliminatoires de la Coupe du monde 2026 | Titulaire.                                                     |
| 8.                                     | 19 novembre 2023                       | Benina Martyrs Stadium, Benina, Libye                         | Soudan                                 | 1 - 0                                  | Éliminatoires de la Coupe du monde 2026 | Titulaire.                                                     |
| 9.                                     | 6 janvier 2024                         | TBC (United Arab Emirates), TBC, Émirats arabes unis          | Angola                                 | 0 - 0                                  | Match amical                            | Titulaire.                                                     |
| 10.                                    | 10 janvier 2024                        | Baniyas Stadium, Abou Dabi, Émirats arabes unis               | Burkina Faso                           | 1 - 2                                  | Match amical                            | Titulaire et remplacé par Brian Bayeye à la 69e minute de jeu. |
| 11.                                    | 17 janvier 2024                        | Stade Laurent Pokou, San-Pédro, Côte d'Ivoire                 | Zambie                                 | 1 - 1                                  | CAN 2023                                | Titulaire.                                                     |
| 12.                                    | 21 janvier 2024                        | Stade Laurent Pokou, San-Pédro, Côte d'Ivoire                 | Maroc                                  | 1 - 1                                  | CAN 2023                                | Titulaire.                                                     |
| 13.                                    | 24 janvier 2024                        | Stade Amadou-Gon-Coulibaly, Korhogo, Côte d'Ivoire            | Tanzanie                               | 0 - 0                                  | CAN 2023                                | Titulaire.                                                     |
| 14.                                    | 28 janvier 2024                        | Stade Laurent Pokou, San-Pédro, Côte d'Ivoire                 | Égypte                                 | 1 - 1 (7-8)                            | CAN 2023                                | Titulaire.                                                     |
| 15.                                    | 2 février 2024                         | Stade Alassane-Ouattara, Abidjan, Côte d'Ivoire               | Guinée                                 | 3 - 1                                  | CAN 2023                                | Titulaire.                                                     |
| 16.                                    | 7 février 2024                         | Stade Alassane-Ouattara, Abidjan, Côte d'Ivoire               | Côte d'Ivoire                          | 1 - 0                                  | CAN 2023                                | Titulaire.                                                     |
| 17.                                    | 9 juin 2024                            | Stade des Martyrs, Kinshasa, République démocratique du Congo | Togo                                   | 1 - 0                                  | Éliminatoires de la Coupe du monde 2026 | Titulaire.                                                     |
| 18.                                    | 10 octobre 2024                        | Stade des Martyrs, Kinshasa, République démocratique du Congo | Tanzanie                               | 1 - 0                                  | Éliminatoires de la CAN 2025            | Titulaire.                                                     |
| 19.                                    | 15 octobre 2024                        | Stade Benjamin Mkapa, Dar es Salam, Tanzanie                  | Tanzanie                               | 0 - 2                                  | Éliminatoires de la CAN 2025            | Titulaire.                                                     |
| 20.                                    | 16 novembre 2024                       | Stade Alassane-Ouattara, Abidjan, Côte d'Ivoire               | Guinée                                 | 1 - 0                                  | Éliminatoires de la CAN 2025            | Titulaire.                                                     |
| 21.                                    | 19 novembre 2024                       | Stade des Martyrs, Kinshasa, République démocratique du Congo | Éthiopie                               | 1 - 2                                  | Éliminatoires de la CAN 2025            | Rentre en jeu à la 46e minute à la place de Peter Kioso.       |
| 22.                                    | 5 juin 2025                            | Stade de la Source, Orléans, France                           | Mali                                   | 1 - 0                                  | Match amical                            | Titulaire.                                                     |
| 23.                                    | 8 juin 2025                            | Stade de la Source, Orléans, France                           | Madagascar                             | 3 - 1                                  | Match amical                            | Rentre en jeu à la 65e minute à la place de Noah Sadiki.       |

## Palmarès
FC Lorient
- Championnat de Ligue 2 (1) :
  - Champion : 2025